# Marco Schällibaum
Marco Schällibaum, né le 6 avril 1962 à Zurich (Suisse), est un joueur suisse de football, devenu entraîneur, actuellement en poste au Grasshopper Club Zurich évoluant en Super League. Son club habituel est le Grasshopper Club Zurich. Il a également joué pour le FC Bâle, le Servette FC et le FC Lucerne.

## Carrière

### Carrière d'entraîneur
En 2011, il devient formateur d'entraineurs pour la FIFA en Asie pendant deux ans, notamment en Corée du Sud, en Mongolie et au Qatar.
Le 6 janvier 2013, Schällibaum est nommé entraineur-chef de l'Impact de Montréal en MLS.
Le 10 avril 2024, il s'engage avec Grasshopper Club Zurich, avant dernier du championnat,.

## Palmarès

### Palmarès de joueur
- Champion de Suisse en 1982, 1983, 1984 avec le Grasshopper Club Zurich
- Vainqueur de la Coupe de Suisse en 1983  avec le Grasshopper Club Zurich

### Palmarès d'entraîneur
- Championnat canadien en 2013 avec l'Impact de Montréal.
- Promotion League en 2022 avec AC Bellinzone.